# Hiroyuki Iiri
Hiroyuki Iiri (jap. 井入宏之 Iiri Hiroyuki; ur. 29 lipca 1969 w Osace) – japoński kierowca wyścigowy.

## Kariera
Iiri rozpoczął karierę w międzynarodowych wyścigach samochodowych w 1997 roku od startów w klasie GT300 Super GT Japan. Z dorobkiem trzech punktów uplasował się na 25 pozycji w klasyfikacji generalnej. 9 lat później był mistrzem tej serii. W późniejszych latach Japończyk pojawiał się także w stawce All-Japan GT Championship, Asian Le Mans Series, 24-godzinnego wyścigu Le Mans oraz 24H Dubai.